# Documento

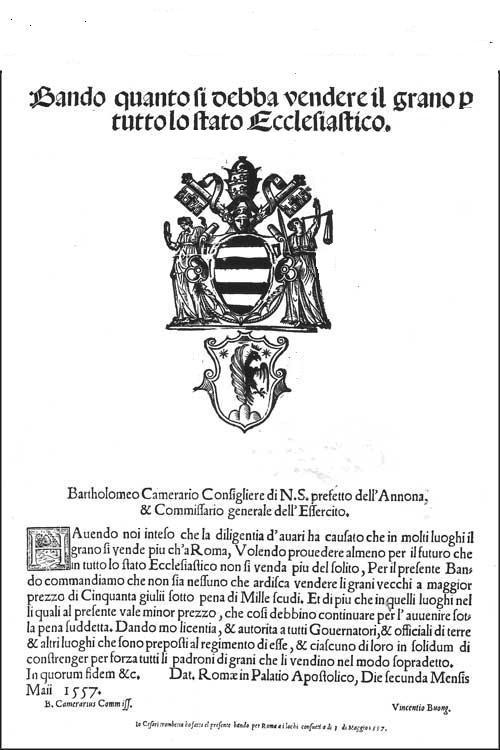
Un documento materiale scritto: un bando riguardante il prezzo massimo di vendita del grano nello Stato Pontificio nel 1557.

Un documento è un oggetto in cui sono contenute delle informazioni di vario tipo. Può essere sia materiale o elettronico o informatico-digitale, a prescindere dal formato utilizzato per contenerle.
Dossier, termine della lingua francese, indica un insieme di documenti, atti e dati in vari formati che contengono informazioni dettagliate su una persona o un particolare argomento, come ad esempio un'inchiesta.

## Descrizione e classificazione
Circa l'interpretazione ed il riconoscimento dell'autenticità, essa può essere fatta oltre da chi l'abbia effettivamente prodotto, anche da un soggetto interprete che fornisce una rappresentazione dell'oggetto utilizzando un linguaggio simbolico. Il suo compito è quello di descrivere il materiale, il supporto, i dati registrati, le potenzialità informative, e persegue lo stesso scopo di chi allestisce un catalogo.
Si distinguono due tipi di documenti:
- consci: documenti che riportano informazioni che sono state registrate apposta per essere trasmesse
- inconsci: documenti che provengono dalla comunicazione tra gli uomini e portano un significato definito dal loro contesto d'origine. Sono quei documenti materiali o no, che supportano informazioni in modo neutro e che devono essere riconosciuti come tali da uno storico che ha il compito di assegnargli il valore di testimonianza. Questi documenti supportano informazioni in modo inconscio, e indipendentemente dalle intenzioni di chi li ha registrati, una volta interpretati forniscono informazioni.

Nei documenti del primo tipo però è possibile che siano sono rintracciabili messaggi inconsci: scrittura, immagini, materiali, che costituiscono un quantitativo culturale rintracciabile operando una lettura fra le righe.
Nei documenti del secondo tipo sono stati riconosciuti dalla semiotica moderna come portatori di significato a tutti gli effetti: è soprattutto in questo gruppo che il materiale assume il ruolo di trasmettere dati. Il procedimento attraverso il quale un materiale del tempo diventa un documento segue le fasi di registrazione del dato e decodificazione del messaggio veicolato.

## Materiali e supporti

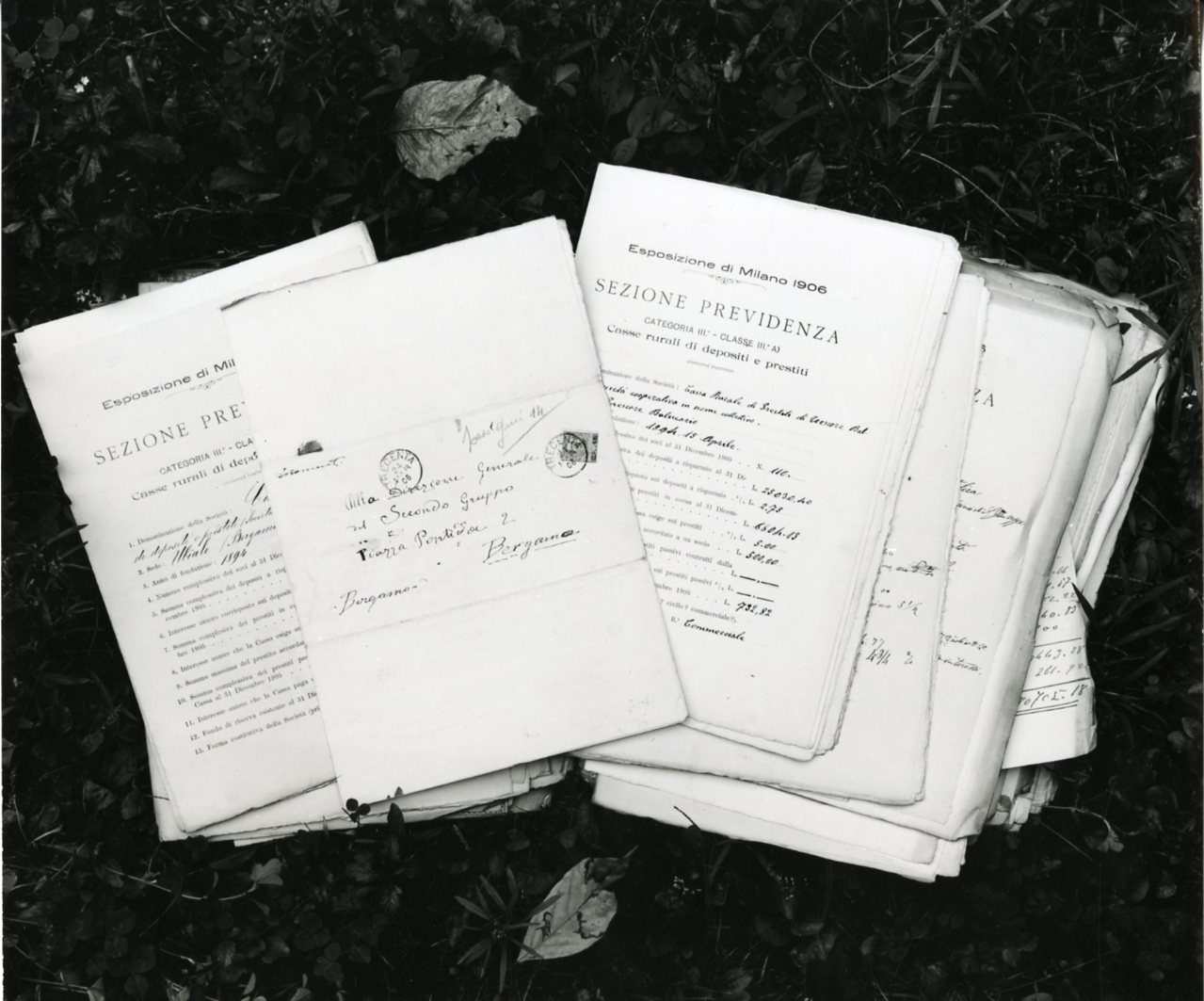
Documenti cartacei di inizio Novecento in una foto di Paolo Monti.

Il materiale utilizzato per immagazzinare le informazioni può essere essenzialmente di due tipi:
- analogico, legato all'immanenza, alla concretezza fisica/materiale del supporto, come ad esempio nel caso del formato carta;
- digitale, che si caratterizza per caratteristiche quali: numerabilità, astrattezza, combinabilità, serialità, sequenzialità, ad esempio in un formato di file.

Nel sistema digitale binario l'unità di misura per rappresentare il mondo fisico è il bit, portatore di quantità di informazione diverse a seconda della qualità delle componenti hardware e software in cui è interessato. Il documento registrato su tale supporto viene definito documento digitale.

## Documentazione
In genere, con il termine "documentazione" s'intende un insieme di documenti.